# British Grand Prix 2016
British Grand Prix 2016 (Birmingham Grand Prix 2016) byl lehkoatletický mítink, který se konal 5. června 2016 ve Spojeném království městě Birmingham. Byl součástí série mítinků Diamantové ligy 2016.

## Výsledky
- Archiv výsledků zde [1]

### Muži
| Disciplína             | 1. místo                               | 2. místo                      | 3. místo                       |
| Běh na 100 m           | Kim Collins 10,11                      | Michael Rodgers 10,11         | Chijindu Ujah 10,12            |
| Běh na 200 m           | Andre De Grasse 20,16                  | Alonso Edward 20,17           | Sean McLean 20,24              |
| Běh na 400 m           | Kirani James 44,23                     | Isaac Makwela 44,97           | Vernon Norwood 45,08           |
| Běh na 600 m           | David Lekuta Rudisha 1:13,10 Rekord DL | Pierre-Ambroise Bosse 1:13,21 | Erik Sowinski 1:15,06          |
| Běh na 1500 m          | Conseslus Kipruto 3:29,33              | Abdalaati Iguider 3:33,10     | Nick Willis 3:34,29            |
| Běh na 3000 m          | Mohamed Farah 7:32,62                  | Mathew Kiptanui 7:44,16       | Hillary Kipkorir Maiyo 7:44,99 |
| Běh na 3000 m překážek | Conseslus Kipruto 8:00,12              | Paul Kipsiele Koech 8:10,19   | Barnabas Kipyego 8:14,74       |
| Skok do výšky          | Mutaz Essa Baršim 237 cm               | Erik Kynard 235 cm            | Zhang Guowei 232 cm            |
| Skok daleký            | Marquise Goodwin 842 cm                | Mike Hartfield 829 cm         | Fabrice Lapierre 821 cm        |
| Hod diskem             | Piotr Małachowski 67,50 m              | Robert Harting 65,97 m        | Robert Urbanek 64,12 m         |

### Ženy
| Disciplína            | 1. místo                      | 2. místo                     | 3. místo                        |
| Běh na 100 m          | English Gardnerová 11,02      | Dafne Schippersová 11,09     | Tianna Bartolettaová 11,11      |
| Běh na 400 m          | Floria Gueï 50,84             | Christine Day 51,09          | Morgan Mitchell 51,25           |
| Běh na 800 m          | Francine Niyonsabaová 1:56,92 | Rénelle Lamote 1:58,01       | Melissa Bishop 1:58,48          |
| Běh na 1500 m         | Sarah McDonald 4:07,18        | Melissa Courtney 4:07,55     | Claudia Mihaela Bobocea 4:08,64 |
| Běh na 5000 m         | Vivian Cheruiyotová 15:12,79  | Mercy Cherono 15:12,85       | Janet Kisa 15:19,48             |
| Běh na 100 m překážek | Kendra Harrisonová 12,46      | Brianna Rollinsová 12,57     | Kristi Castlinová 12,75         |
| Běh na 400 m překážek | Cassandra Tate 54,57          | Eilidh Doyleová 54,57        | Georganne Moline 54,63          |
| Skok o tyči           | Yarisley Silvaová 484 cm      | Katerina Stefanidiová 477 cm | Nicole Büchler 477 cm           |
| Trojskok              | Olga Rypakovová 14,61 m       | Caterine Ibargüenová 14,56 m | Olga Saladuchová 14,40 m        |
| Vrh koulí             | Tia Brooks 19,73 m            | Valerie Adamsová 19,63 m     | Cleopatra Borel 18,78 m         |
| Hod oštěpem           | Madara Palameika 65,68 m      | Kathryn Mitchell 63,93 m     | Linda Stahlová 61,62 m          |